# SD戦国伝 武神降臨編
SD戦国伝 武神降臨編（エスディーせんごくでん ぶしんこうりんへん）は、武者ガンダムシリーズの第18作である。

## 概要
武者ガンダムシリーズの第18作目にあたる。BB戦士三国伝が小説『三国志演義』をモチーフとしているのに対し、本作では日本の歴史上に登場する武将をモチーフとしている。
ラインナップは全て従来の武者ガンダムシリーズに登場したキットを一部新造してリペイントしたものであり、キットのプロポーションやギミックもほぼそのままとなっている。
今作は説明書にコミックワールドが存在せず、現在のところ漫画化もされていないため具体的なストーリーは明かされておらず、それぞれのキャラクター達は戦国武将の魂を宿した武将頑駄無であることと、性格などの若干の設定が記載されているのみである。

## 登場人物
括弧内はモチーフとなった兵器・キャラクター。

### 武将頑駄無
武田信玄頑駄無（烈火武者 頑駄無）
「甲斐の虎」の異名を持つ全武将頑駄無のリーダー的存在。人望が厚く他の武将からも一目を置かれている。とことん悪を嫌うが基本的に命を奪う為の戦いはしない。
武装／来国長（ライクニナガ）、タネガシマ、虎炎の薙刀、虎吼扇（こほうせん）
必殺技／虎舞激嵐（こぶげきらん）
BB戦士 No.331
上杉謙信頑駄無（疾風剣豪 精太）
「越後の龍」の異名を持つ信玄の好敵手。武将としても軍師としても超一流。性格も戦い方も川の流れのように清らか。理由の無い戦いを好まない。
武装／姫鶴一文字（ひめつるいちもんじ）、邪心清水の弓
必殺技／輝水悪裂波（きすいあくれつは）
BB戦士 No.332
直江兼続頑駄無（天翔狩人 摩亜屈）
「愛」の前立てが大きな特徴である上杉家家臣の一人。主君と民のために戦う義の男。常に沈着冷静で、強大な敵を相手にしていようとも決して動じることはない。
必殺技／天・翔・斬（てんしょうざん）
武装／後家兼光（ごけかねみつ）・壱式、弐式
BB戦士 No.339
真田幸村頑駄無（龍神導師 仁宇）
どんな時でも諦めない不屈の精神の持ち主で、その熱い魂に共感する武士は多い。
武装／十字槍
BB戦士 No.343
織田信長頑駄無（頑駄無異歩流武版 頑駄無大将軍）
自ら第六天魔王を称する戦国の覇者。敵対する物を次々と容赦なく滅ぼしていったが、その行動にはある理由が隠されているという。
武装／長谷部国重（はせべくにしげ）
BB戦士 No.344
伊達政宗頑駄無（隠密忍者 農丸）
伊達家の当主。派手で目立つことを好む。転生が遅れたため南奥州を統一した頃には既に豊臣家が西の一大勢力となっていたが、それでもなお世界制覇を目指す。
武装／鞍切影秀（くらきりかげひで）
BB戦士 No.350
豊臣秀吉頑駄無（千生大将軍）
織田家家臣。信長亡き後にいち早く明智光秀を討って勢力を引き継ぎ、徳川家康頑駄無と共に天下統一の覇業を押し進めんとする。キットには（無可動ではあるが）膝パーツが追加され、他の頑駄無達に近い体型になっている。
必殺技／千手轟炎破（せんじゅごうえんは）
武装／三日月宗近（みかづきむねちか）
BB戦士 No.354
徳川家康頑駄無（ファーストガンダム大将軍）
武装／童子切安綱（どうじぎりやすつな）
BB戦士 No.355、漆黒の鎧版（プレミアムバンダイ限定品）
本多忠勝頑駄無（鉄機武者 斎胡）
デザイン画が雑誌で発表されたものの、商品化はされなかった。
石川五右衛門頑駄無 (剛熱機械師 駄舞留精太)
デザイン画が雑誌で発表されたものの、商品化はされなかった。
その他
足軽大将璽武（璽武＋部隊兵）
各軍団に所属する足軽大将、軍団によって鎧の色が違う。（織田軍は黒、武田軍は赤、上杉軍は水色）
足軽兵暴留（暴留）
武田、上杉、伊達軍の足軽。額にはそれぞれ所属する軍団の頭文字が平仮名で書かれている。
足軽兵雑魚（雑魚）
織田、豊臣軍の足軽。暴留と同じく軍団の頭文字が額に書かれている。
神風
神風号とも。上杉謙信頑駄無の愛馬。謙信と合体し、超人馬合身と呼ばれる形態となる。
昌幸頑駄無
真田幸村頑駄無の父。家康に幽閉されて散った後、その魂は幻龍となって息子と共に戦っている。
小十郎
伊達政宗頑駄無の供である青獅子。
大爆火蜥蜴（ダイバサラマンダー）
豊臣秀吉頑駄無の相棒。興奮すると身体が業火で包まれる。秀吉が装着する為の鎧に変化出来る。
白石（しろいし）
徳川家康頑駄無の愛馬。家康と合体し、超武将モードと呼ばれる形態となる。
白鋼王（しろがねおう）
徳川家康頑駄無漆黒の鎧版での家康の愛馬。白石同様に、合体する事で超武将モードになれる。
維新頑駄無
徳川家康頑駄無の説明書に名称のみ。
源頼光頑駄無
徳川家康頑駄無の説明書に名称のみ。